# Nowiny, Condado de Włodawa
Nowiny [pronunciación en polaco: /nɔˈvinɨ/] es un pueblo ubicado en el distrito administrativo de Gmina Stary Brus, dentro del Condado de Włodawa, Voivodato de Lublin, en Polonia oriental. Se encuentra aproximadamente a 4 kilómetros al oeste de Stary Brus, a 24 kilómetros al oeste de Włodawa, y a 53 kilómetros al noreste de la capital regional Lublin.

## Galería

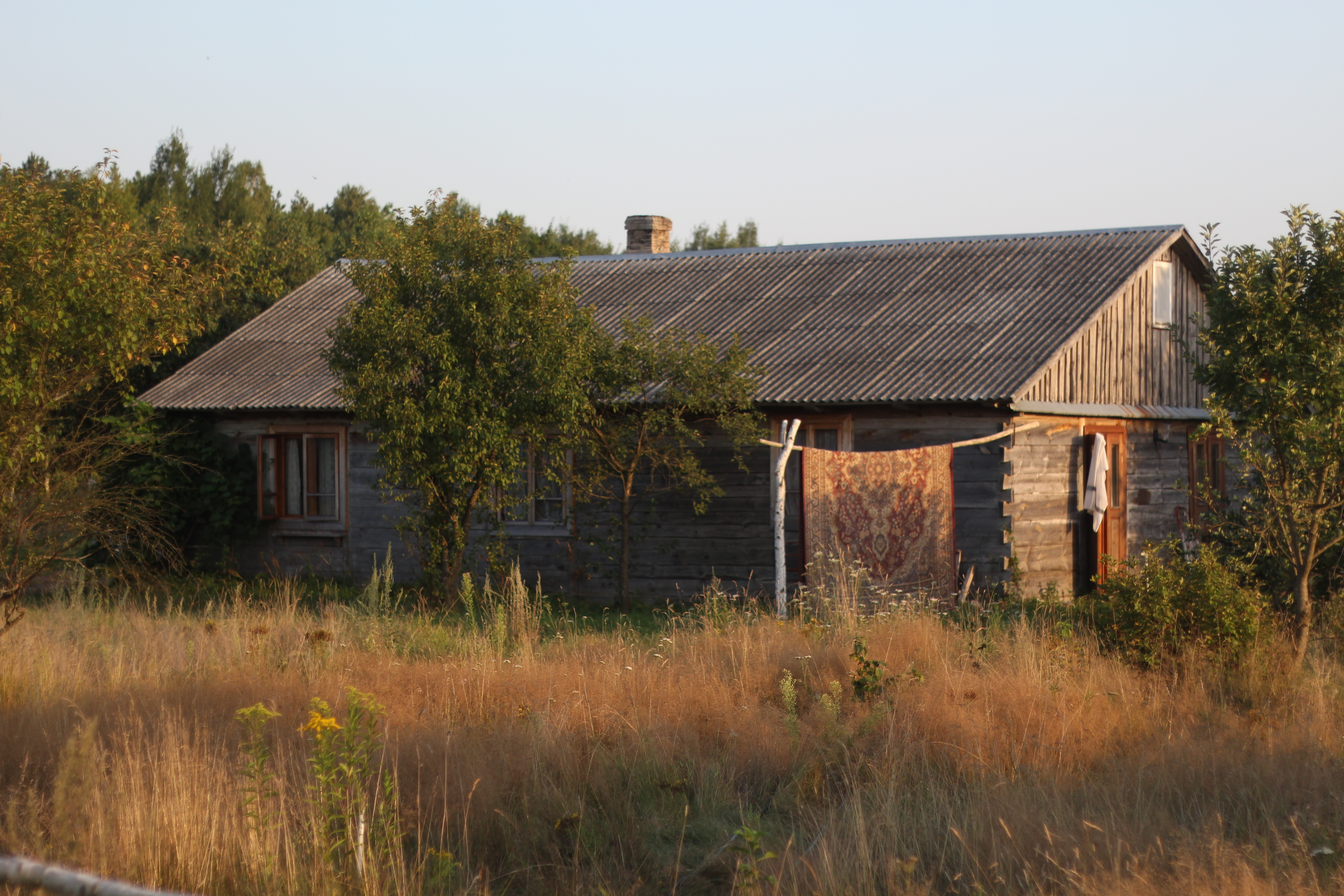
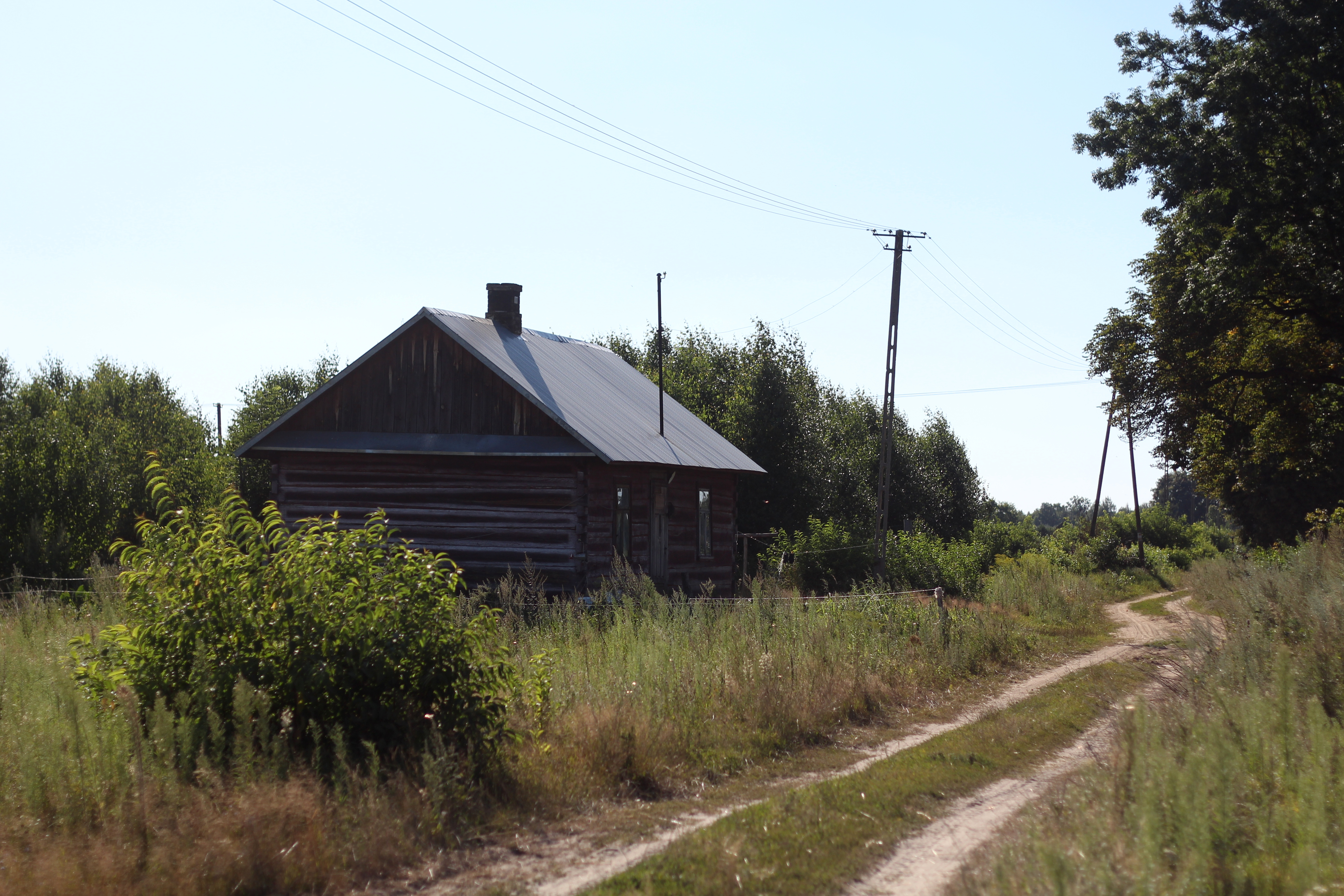
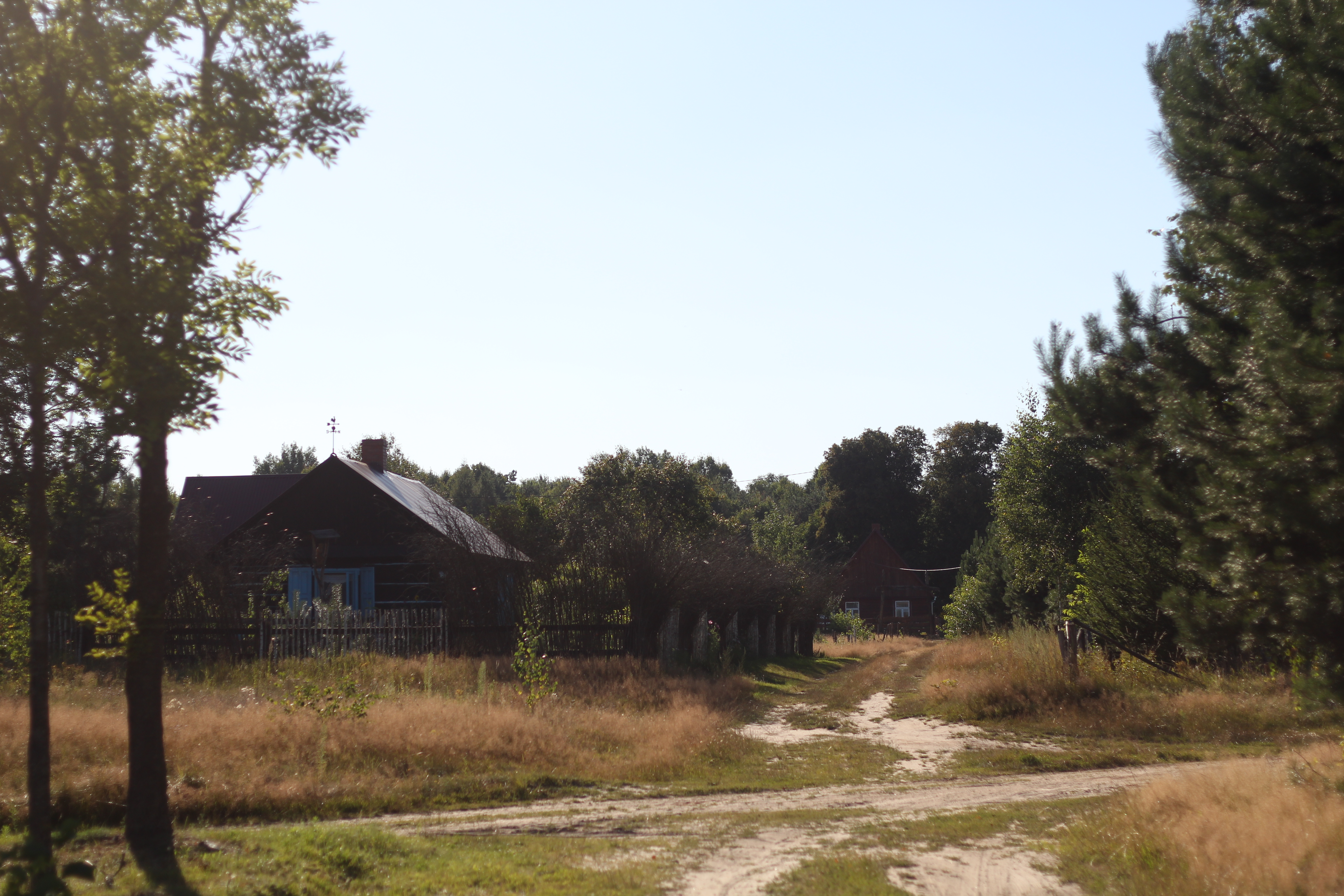
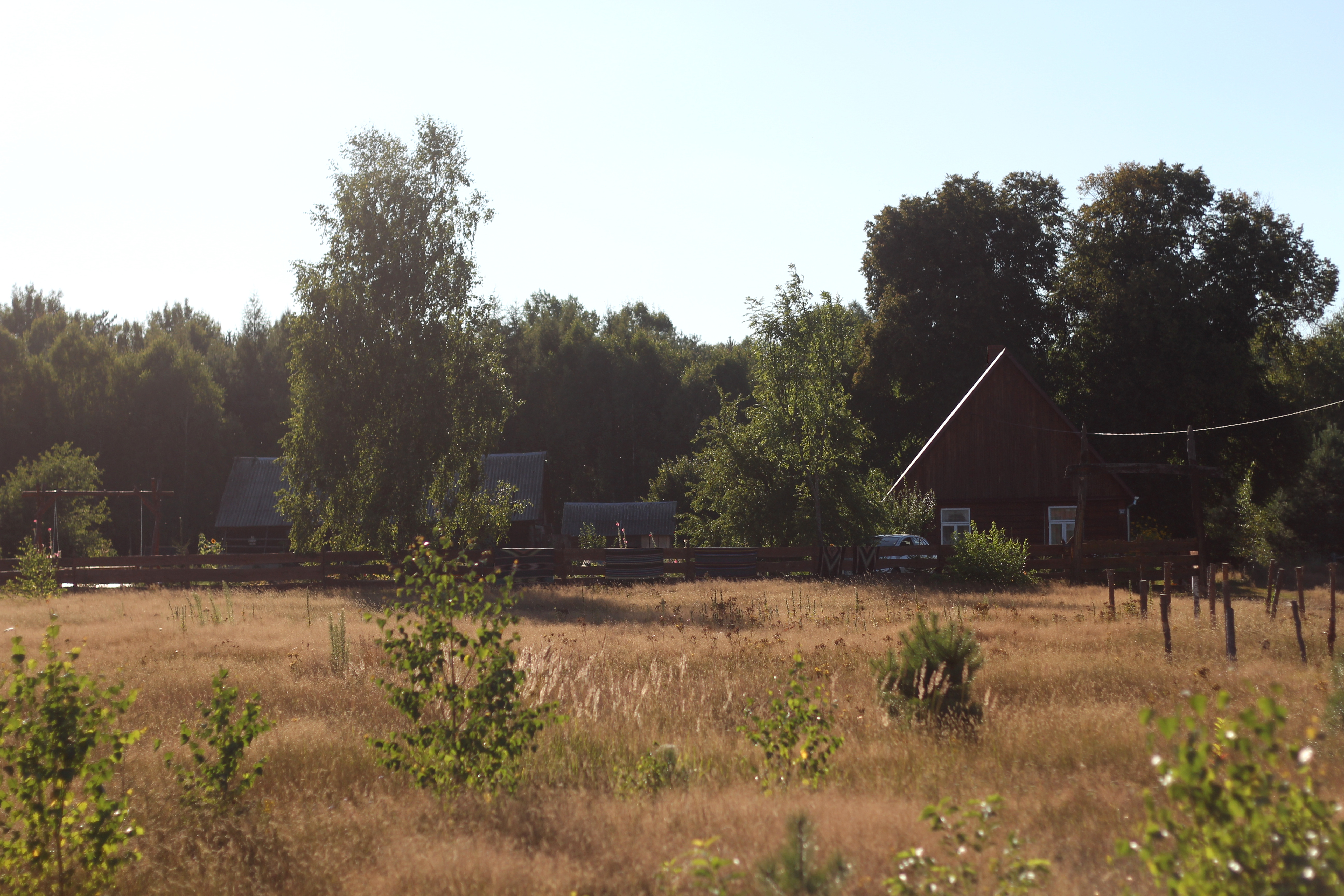
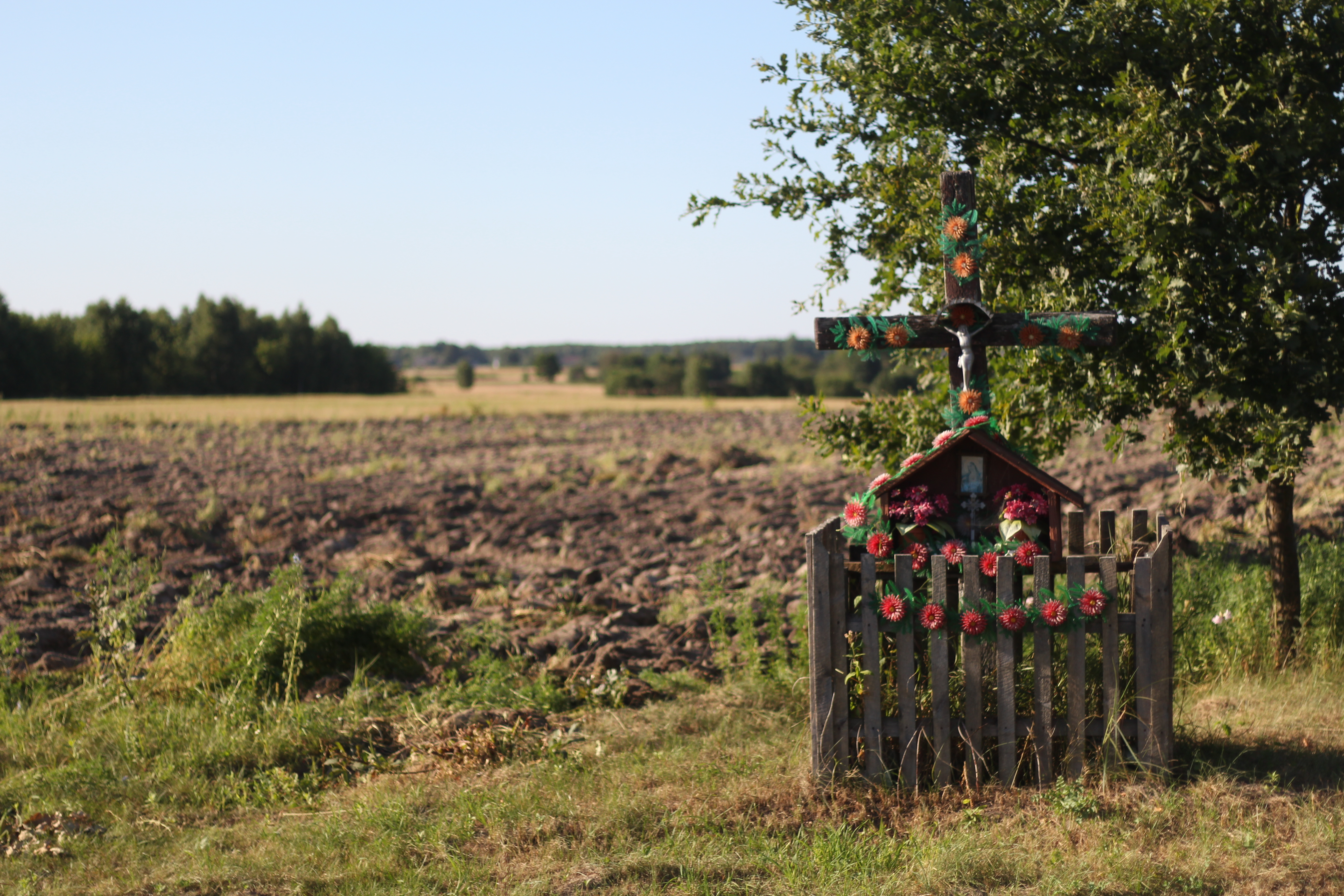